# Oliver Lepsius

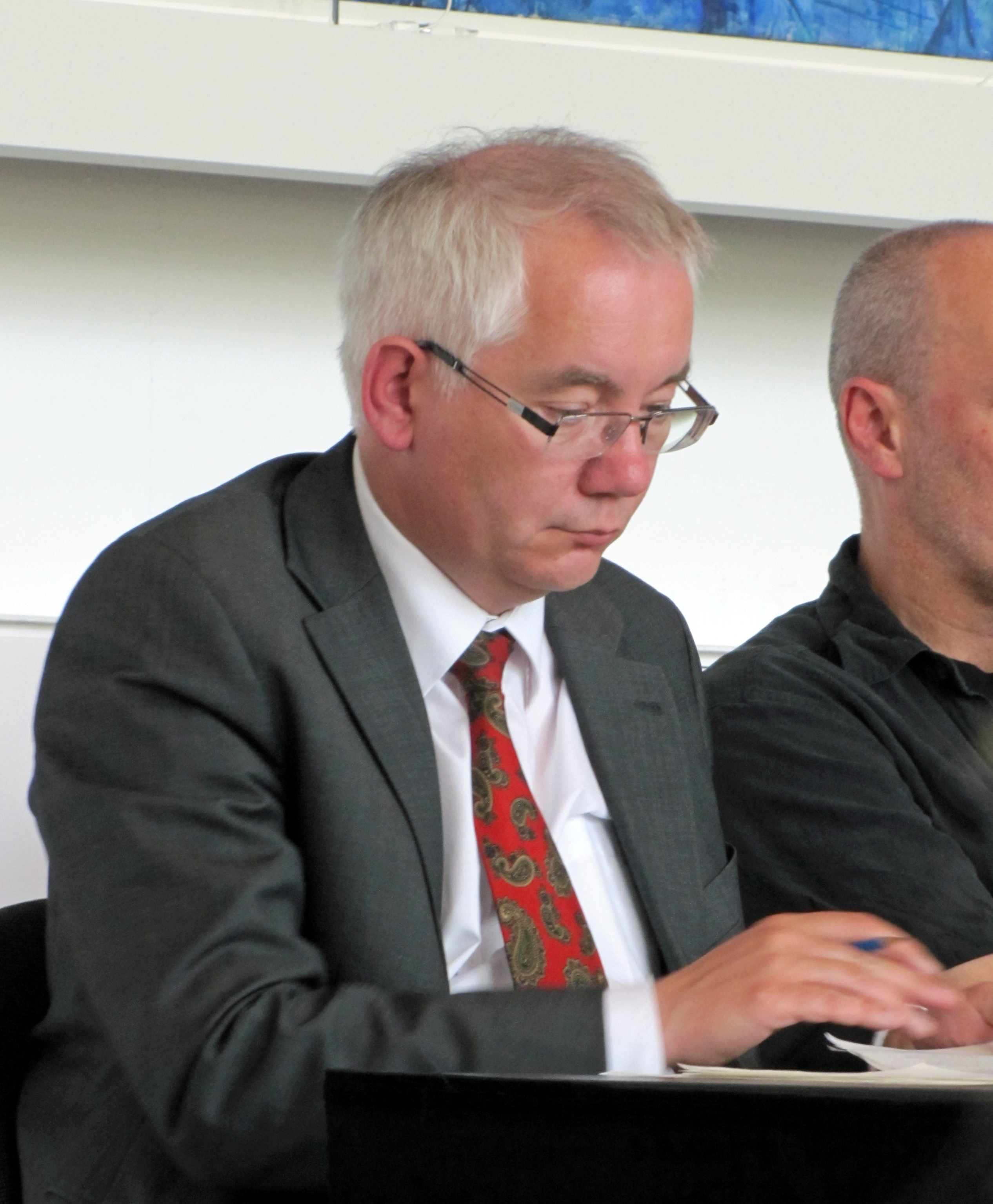
Oliver Lepsius (2011)

Oliver Lepsius (* 2. Februar 1964 in München) ist ein deutscher Rechtswissenschaftler.

## Leben und Werdegang
Oliver Lepsius legte sein Abitur in Weinheim ab und leistete danach seinen Wehrdienst ab. Anschließend studierte er Rechtswissenschaften an der Universität Bonn und wechselte später an die Ludwig-Maximilians-Universität München (LMU). Er legte in München beide Staatsexamen ab und wurde 1993 mit einer Arbeit zum Thema Die gegensatzaufhebende Begriffsbildung. Methodenentwicklungen in der Weimarer Republik und ihr Verhältnis zur Ideologisierung der Rechtswissenschaft im Nationalsozialismus promoviert. 2000 folgte an derselben Universität die Habilitation zum Thema Besitz und Sachherrschaft im öffentlichen Recht. Danach wechselte er an die Juristische Fakultät der Universität Heidelberg. Lepsius lehrte von 2002 bis 2017 Öffentliches Recht und allgemeine und vergleichende Staatslehre an der Universität Bayreuth. Einen Ruf an die Universität Wien im Jahr 2010 lehnte er ab. Im Sommer 2017 folgte er einem Ruf auf einen Lehrstuhl für Öffentliches Recht an der Rechtswissenschaftlichen Fakultät der Universität Münster.
Lepsius beschäftigt sich mit Fragen des aktuellen deutschen Staats- und Verwaltungsrechts ebenso wie mit historischen Grundlagen und philosophischen und vergleichenden Fragen des Öffentlichen Rechts. Er ist Mitglied der Vereinigung für Verfassungsgeschichte.
Lepsius war Nachfolger auf dem Lehrstuhl von Peter Häberle in Bayreuth, des Doktorvaters von Karl-Theodor zu Guttenberg. Er äußerte sich sehr deutlich in der Diskussion über Guttenbergs Dissertation. Lepsius bezeichnete Guttenberg als Betrüger, der planmäßig eine Collage von Plagiaten über hunderte von Seiten angelegt habe. Er ist Mitherausgeber des Taschenbuches Inszenierung als Beruf. Der Fall Guttenberg, welches den Fall von zu Guttenberg interdisziplinär in Form von Essays analysiert.
Er ist mit der Rechtshistorikerin Susanne Lepsius verheiratet. Sein Vater war der Soziologe Mario Rainer Lepsius, seine Mutter die Publizistin und Bundestagsabgeordnete Renate Lepsius.

## Schriften (Auswahl)
- Die gegensatzaufhebende Begriffsbildung. Methodenentwicklungen in der Weimarer Republik und ihr Verhältnis zur Ideologisierung der Rechtswissenschaft im Nationalsozialismus. C. H. Beck, München 1994 (= Münchener Hochschulschriften. Reihe der Juristischen Fakultät. Bd. 100), ISBN 3-406-38328-9.
- Deutsches Recht auf NATO-Truppenübungsplätzen. Am Beispiel des Truppenübungsplatzes Bergen. Lit Verlag, Münster 1995, ISBN 3-8258-2427-6.
- Verwaltungsrecht unter dem Common Law. Amerikanische Entwicklungen bis zum New Deal. Mohr Siebeck, Tübingen 1997, ISBN 3-16-146763-9.
- Steuerungsdiskussion, Systemtheorie und Parlamentarismuskritik. Mohr Siebeck, Tübingen 1999, ISBN 3-16-147261-6.
- Besitz und Sachherrschaft im öffentlichen Recht. Mohr Siebeck, Tübingen 2002 (= Ius Publicum. Bd. 81), ISBN 3-16-147688-3.
- mit Rupert Scholz, Dieter Lorenz, Christian Pestalozza, Michael Kloepfer, Hans D. Jarass und Christoph Degenhart (Hrsg.): Realitätsprägung durch Verfassungsrecht. Kolloquium aus Anlaß des 80. Geburtstags von Peter Lerche. Duncker & Humblot, Berlin 2008, ISBN 978-3-428-12863-1.
- mit Reinhart Meyer-Kalkus (Hrsg.): Inszenierung als Beruf. Der Fall Guttenberg. Suhrkamp, Berlin 2011.
- mit Matthias Jestaedt, Christoph Möllers und Christoph Schönberger: Das entgrenzte Gericht. Eine kritische Bilanz nach sechzig Jahren Bundesverfassungsgericht. Suhrkamp, Berlin 2011.
- mit Matthias Jestaedt (Hrsg.): Verhältnismäßigkeit – Zur Tragfähigkeit eines verfassungsrechtlichen Schlüsselkonzepts. Mohr Siebeck, Tübingen 2015.
- Relationen. Plädoyer für eine bessere Rechtswissenschaft (mit einem Kommentar von Ino Augsberg). Mohr Siebeck, Tübingen 2016, ISBN 978-3-16-154914-4.
- mit Robert Chr. van Ooyen und Hendrik Wassermann (Hrsg.): Verfassung und Rechtspolitik. 70 Jahre Grundgesetz. Duncker & Humblot, Berlin 2020, ISBN 978-3-428-15952-9.